# Juan Gaetan
Juan Gaetan (Séc. XVI),  navegador espanhol a quem chegou a ser creditada a descoberta do Havai.

## Viagens no Pacífico
La Pérouse terá atribuído a Juan Gaetan a descoberta das Ilhas Sandwich (nome dado por James Cook ao Havai).
Também em obra dirigida a D. João VI, o geógrafo português J. Casado Giraldes escreve em 1825, a propósito das Ilhas Sandwich:
«SANDWICH - (ilhas e arquipélago de), compõem-se de 11 ilhas no oceano Pacífico, que foram descobertas em 1542, por Gaetan, espanhol, e terão 40 000 almas. O clima é assaz temperado, o terreno é fértil e fazem algum comércio.»
Por outro lado, uma viagem atribuída a Juan Gaetan é descrita no volume 16 da grande compilação de Pieter de Hondt "História Geral das Viagens", volume publicado em 1758, vinte anos antes da viagem de Cook.
No capítulo "Voyage de Juan Gaetan & Bernard della Torre, en 1542", são dados alguns nomes às ilhas:
- Ilhas dos Reis, do Coral, Jardins, Matelote, Arezife

e informa-se que Gaetan terá partido do México a 1 de Novembro de 1542, e ao fim de 30 dias de viagem, teria encontrado as ilhas entre o nono e o décimo primeiro paralelo, a uma distância de poucas léguas entre si.
Descrição semelhante é encontrada na expedição de Ruy López de Villalobos, que teria saído no mesmo dia do México, com o objetivo de demarcar as possessões espanholas definidas pelo antimeridiano. As ilhas descritas nesse relato foram consideradas serem as Ilhas Marshall, por Andrew Sharp, em 1960.
Oskar Spate sugere que Juan Gaetan estaria integrado na expedição de Villalobos, seguindo um comentário de La Pérouse que associava a viagem de Juan Gaetan à descoberta do Havai, baseado numa inscrição em mapa, onde as ilhas são designadas de forma diferente:
- "La Mesa", "Los Majos", e "La Disgraciada",

e acrescenta que depois Gaetan teria designado o arquipélago como "Islas de Mesa".
Não fica claro que a viagem de Villalobos e Gaetan tivesse sido a mesma, embora os relatos possam se ter misturado. Spate menciona ainda uma tradição oral havaiana de naufrágio com 7 sobreviventes (lenda que ele não identifica com esta expedição). Apenas com esta escassa informação ele usa o argumento do historiador, que só considera como "descobrimento" se o evento tivesse sido registado e o seu conhecimento transmitido a outros.